# Norr-Hede
Norr-Hede – miejscowość (tätort) w Szwecji, w regionie administracyjnym (län) Jämtland, w gminie Härjedalen.
Według danych Szwedzkiego Urzędu Statystycznego liczba ludności wyniosła: 241 (31 grudnia 2015), 226 (31 grudnia 2018) i 221 (31 grudnia 2019).